# Korunovační medaile Jiřího V.
Korunovační medaile Jiřího V. (anglicky: King George V Coronation Medal) je pamětní medaile založená roku 1911 při příležitosti oslavy korunovace krále Jiřího V., která se konala dne 22. června 1911.

## Historie a pravidla udílení
Medaile byla založena roku 1911 při příležitosti oslav korunovace krále Jiřího V., která se konala dne 22. června 1911. Poprvé v historii britských pamětních medailí nebyla udělena pouze přímým účastníkům korunovace, ale také vybraným hodnostářům, funkcionářům a příslušníkům ozbrojených sil napříč Britským impériem.
Dne 30. června 1911 se v Buckinghamském paláci konal zvláštní ceremoniál, během kterého král Jiří V. předal medaile všem příslušníkům koloniálního a indického kontingentu, který reprezentoval zámořské jednotky v korunovačním průvodu. Obřad trval dvě hodiny a král osobně předal medaili každému ze 300 přítomných vojáků.
Od této korunovační medaile se stalo zvykem, že úředníci Spojeného království rozhodovali o celkovém počtu medailí, které budou v jednotlivých případech vyrobeny. Následně se celkový počet poměrově rozdělil mezi členské země Commonwealthu, území závislé na koruně a v majetku koruny. Udělení medaile konkrétním osobnostem pak bylo na uvážení orgánů místní samosprávy. Ty se mohly svobodně rozhodnout komu a na základě jakých kritérií budou medaile uděleny. Tato praxe udílení jubilejních a korunovačních medailí se udržela do roku 1977.
Celkem bylo uděleno 15 901 Korunovačních medailí Jiřího V. Ti kteří měli kromě korunovační medaile také nárok na Medaili Delhi Durbar udílenou téhož roku, obdrželi pouze medaili korunovační se sponou s nápisem DELHI.
Navíc byla vydána také Policejní korunovační medaile Jiřího V., která se lišila svým vzhledem i barvou stužky. Ta byla udílena příslušníkům policie, kteří vykonávali svou službu během oficiálních korunovačních oslav.

## Popis medaile
Medaile je stříbrná o průměru 32 mm (1,3 palce). Na přední straně je profilový portrét krále Jiřího V. a jeho ženy královny Marie z Tecku. Oba na výjevu hledí vlevo. Na zadní straně je korunovaný královský monogram. Pod ním je vyraženo datum korunovace 22 JUNE 1911.
Stužka je tmavě modrá se dvěma úzkými červenými pruhy uprostřed. Její šířka je 32 mm. V případě udělení medaile dámě, je stužka uvázána do tvaru mašle.
Vzhled medaile byl navržen australským sochařem Bertramem Mackennalem.